# Claudia Salman
Claudia Rath (ur. 5 kwietnia 1986 w Hadamar) – niemiecka lekkoatletka, wieloboistka.

## Kariera sportowa
W 2010 zajęła 11. miejsce na mistrzostwach Europy. Dwa lata później, na tej samej imprezie, była szósta. Czwarta zawodniczka mistrzostw świata w Moskwie (2013). W marcu 2014 zajęła 5. miejsce na halowych mistrzostwach świata w Sopocie. Zdobywczyni brązowego medalu na halowych mistrzostwach Europy w Belgradzie (2017), a podczas mistrzostw świata w Londynie zajęła ósme miejsce.
Złota medalistka mistrzostw Niemiec.

## Osiągnięcia
| Rok  | Impreza                                 | Miejsce        | Konkurencja | Lokata      | Wynik     |
| ---- | --------------------------------------- | -------------- | ----------- | ----------- | --------- |
| 2010 | Mistrzostwa Europy                      | Barcelona      | siedmiobój  | 11. miejsce | 6107 pkt. |
| 2012 | Mistrzostwa Europy                      | Helsinki       | siedmiobój  | 6. miejsce  | 6210 pkt. |
| 2013 | Mistrzostwa świata                      | Moskwa         | siedmiobój  | 4. miejsce  | 6462 pkt. |
| 2014 | Halowe mistrzostwa świata               | Sopot          | pięciobój   | 5. miejsce  | 4681 pkt. |
| 2014 | Mistrzostwa Europy                      | Zurych         | siedmiobój  | 8. miejsce  | 6225 pkt. |
| 2015 | Mistrzostwa świata                      | Pekin          | siedmiobój  | 5. miejsce  | 6441 pkt. |
| 2016 | Igrzyska olimpijskie                    | Rio de Janeiro | siedmiobój  | 14. miejsce | 6270 pkt. |
| 2017 | Halowe mistrzostwa Europy               | Belgrad        | skok w dal  | 3. miejsce  | 6,94      |
| 2017 | Superliga drużynowych mistrzostw Europy | Lille          | skok w dal  | 1. miejsce  | 6,66      |
| 2017 | Mistrzostwa świata                      | Londyn         | skok w dal  | 10. miejsce | 6,54      |
| 2017 | Mistrzostwa świata                      | Londyn         | siedmiobój  | 8. miejsce  | 6362 pkt. |

## Rekordy życiowe
| Konkurencja                     | Wynik     | Miejsce | Rok  | Uwagi |
| ------------------------------- | --------- | ------- | ---- | ----- |
| Bieg na 100 metrów przez płotki | 13,44 s   | Pekin   | 2015 |       |
| Skok w dal (stadion)            | 6,86 m    | Götzis  | 2017 |       |
| Skok w dal (hala)               | 6,94 m    | Belgrad | 2017 |       |
| Pięciobój (hala)                | 4688 pkt. | Tallinn | 2016 |       |
| Siedmiobój                      | 6580 pkt. | Götzis  | 2017 |       |